# Tuberoloxoconcha atlantica
Tuberoloxoconcha atlantica is een mosselkreeftjessoort uit de familie van de Loxoconchidae. De wetenschappelijke naam van de soort is voor het eerst geldig gepubliceerd in 1989 door Horne.